# Parodia tenuicylindrica
Parodia tenuicylindrica  es una especie de planta del género Parodia, de la familia de los cactus, orden Caryophyllales.

## Descripción
Parodia tenuicylindrica crece individualmente. Los brotes cilíndricos de color verde a azul verdoso alcanzan una altura de 4 a 8 centímetros (raramente hasta 14 centímetros) y un diámetro de 2 a 3 centímetros. Las 13 a 21 costillas con muescas se subdividen en protuberancias. Las areolas ubicadas en las puntas de las jorobas están cubiertas de lana blanca. Las espinas rectas son fuertes, punzantes y como agujas. Las dos a cuatro espinas centrales de color rojo parduzco tienen una longitud de 0,3 a 0,6 centímetros (raramente hasta 1,5 centímetros). El más bajo de ellos está ocasionalmente más o menos fuertemente enganchado. Las diez a 15 espinas radiales de color amarillo claro miden de 0,3 a 0,4 pulgadas de largo.
Las flores de color amarillo limón brillante alcanzan una longitud de 2,5 a 3 centímetros y un diámetro de 4 a 5 centímetros. Su pericarpelo y el tubo floral están casi totalmente cubiertos de lana blanca y cerdas amarillas. Las cicatrices son de color púrpura. Los frutos de color verde amarillento contienen semillas negras alargadas que son tuberculadas.

## Distribución
Parodia tenuicylindrica se distribuye en el estado brasileño de Río Grande del Sur y en los departamentos uruguayos de Rivera, Artigas, Salto y Tacuarembó.

## Taxonomía
La primera descripción como Notocactus tenuicylindricus fue hecha por el botánico y geólogo alemán Friedrich Ritter en 1970 con la publicación Succulenta 108. El botánico y taxónomo inglés David Richard Hunt colocó la especie en el género Parodia en 1997 con la publicación Cactaceae Consensus Initiatives 4: 6. Otro sinónimo nomenclatural es Notocactus minimus var. tenuicylindricus (F.Ritter) Havlíček (1989).
Etimología
Parodia: nombre genérico otorgado en honor del botánico italiano Domingo Parodi (1823–1890).
tenuicylindrica: el epíteto deriva de las palabras latinas tenuis que significa 'delgado' y cylindricus que es 'cilíndrico', se refieren a los brotes cilíndricos delgados de la especie.
En la Lista Roja de Especies Amenazadas de la UICN, la especie está clasificada como "En Peligro Crítico (EN)". Catalogada como en peligro crítico.